# Аронець Олександр Романович
Олекса́ндр Рома́нович Ароне́ць (нар. 23 квітня 1988, Коломия, Івано-Франківська область, УРСР) — український громадський та політичний діяч, депутат Київської обласної ради (до 2015), заступник голови громадської організації «Всеукраїнська Люстрація», колишній член партії Всеукраїнське об'єднання «Свобода».
Кандидат в депутати до Київської обласної ради на місцевих виборах 2010 року. Кандидат в народні депутати України на виборах 2012. Кандидат в депутати до Київської міської ради по 56 виборчому окрузі 2014. З 26 червня 2014 — депутат Київської облради. Позиціонує себе як націоналіст. У червні 2024 року став військовослужбовцем 5-го батальйону “Любарт” 12-ї бригади НГУ “Азов”.

## Біографія
У 2010 році закінчив правничий факультет Національного університету «Києво-Могилянська академія».
У 2009 році почав активну громадську роботу. Зокрема учасник багатьох акцій проти незаконних забудов історичних пам'яток, за що піддавався репресіям з боку режиму Януковича. На акції проти незаконної забудови «Гостинного Двору» отримав побої від працівників міліції. З 2010 року брав участь в організації українських кінофестивалів по Україні, серед яких «Відкрита Ніч», «Тиждень кіно Юрія Іллєнка», «Тиждень кіно Олександра Довженка».
2009—2014 — заступник голови громадської організації «Всеукраїнська Люстрація». Взяв активну участь у Всеукраїнській акції захисту української мови, у рамцях якої в Києві захистили права україномовних споживачів та клієнтів закладів громадського харчування та інших публічних закладів, серед яких мережа ресторанів «Реприза» та мережа крамниць «Мегамаркет».
3 2009 року член ВО «Свобода», учасник багатьох акцій протесту. За участь в протестах проти приїзду російського патріарха Кирила Гундяєва, був затриманий міліцією.
Учасник Революції гідності, на революційному Майдані з першої ночі — 21 листопада, здійснював онлайн відео-трансляції з гарячих точок, з вулиці Банкової 1 грудня, з вулиці Грушевського 19 січня, вулиці Інститутської тощо.
Дописувач сайту «Українська правда» та Цензор.нет.